# Kampenhout
Kampenhout är en kommun i provinsen Vlaams-Brabant i regionen Flandern i Belgien. Kampenhout hade 11 316 invånare den 1 januari 2013.